# U-604
| U-604 | U-604 | U-604 |
| --- | --- | --- |
| U 604 | | |
| | | |
| U-604 під ударами американського патрульного літака «Вентура»                                                | | |
| Верф | Blohm + Voss, Гамбург | Blohm + Voss, Гамбург |
| Під прапором                                                                                                 | Третій Рейх | Третій Рейх |
| Належність                                                                                                   | Крігсмаріне | Крігсмаріне |
| Порт приписки                                                                                                | Кіль, Брест | Кіль, Брест |
| Замовлення                                                                                                   | 22 травня 1940 | 22 травня 1940 |
| Закладений                                                                                                   | 27 лютого 1941 | 27 лютого 1941 |
| Спуск на воду                                                                                                | 16 листопада 1941 | 16 листопада 1941 |
| Введений до складу флоту                                                                                     | 8 січня 1942 | 8 січня 1942 |
| На службі | 1942—1943 | 1942—1943 |
| Загибель | 30 липня 1943 року важко пошкоджений глибинними бомбами американського патрульного літака «Вентура»; 11 серпня 1943 року потонув від отриманих пошкоджень північно-західніше острову Вознесіння | 30 липня 1943 року важко пошкоджений глибинними бомбами американського патрульного літака «Вентура»; 11 серпня 1943 року потонув від отриманих пошкоджень північно-західніше острову Вознесіння |
| Сучасний статус                                                                                              | затоплений | затоплений |
| Бойовий досвід                                                                                               | Друга світова війна Битва за Атлантику Американський ТВД | Друга світова війна Битва за Атлантику Американський ТВД |
| Проєкт | | |
| Тип ПЧ | середній торпедний ДПЧ | середній торпедний ДПЧ |
| Вартість | 4 714 000 ℛℳ | 4 714 000 ℛℳ |
| Основні характеристики                                                                                       | | |
| Швидкість (надводна)                                                                                         | 17,9 вузлів | 17,9 вузлів |
| Швидкість (підводна)                                                                                         | 8 вузлів | 8 вузлів |
| Робоча глибина занурення                                                                                     | 100 м | 100 м |
| Гранична глибина занурення                                                                                   | 220 м | 220 м |
| Автономність плавання                                                                                        | 135—174 км на швидкості 4 вузли (в підводному положенні) 11 470 км на швидкості 10 вузлів (у надводному положенні)                                                                              | 135—174 км на швидкості 4 вузли (в підводному положенні) 11 470 км на швидкості 10 вузлів (у надводному положенні)                                                                              |
| Екіпаж | 44-60 осіб | 44-60 осіб |
| Розміри | | |
| Довжина найбільша (по КВЛ)                                                                                   | 67,1 м | 67,1 м |
| Ширина корпусу найб.                                                                                         | 6,2 м | 6,2 м |
| Висота | 9,6 м | 9,6 м |
| Середня осадка (по КВЛ)                                                                                      | 4,74 м | 4,74 м |
| Водотоннажність надводна                                                                                     | 769 т | 769 т |
| Силова установка                                                                                             | | |
| дизель-електрична; 2 дизельних двигуни MAN M 6 V 40/46, 2 електродвигуни Siemens-Schuckert-Werke GU 343/38-8 | | |
| Гвинти | 2 | 2 |
| Потужність                                                                                                   | 2800—3200 к.с. (дизелі) 750 к.с. (електродвигуни) | 2800—3200 к.с. (дизелі) 750 к.с. (електродвигуни) |
| Озброєння | | |
| Артилерія | 1 × 88-мм палубна гармата SK C/35 | 1 × 88-мм палубна гармата SK C/35 |
| Торпедно- мінне озброєння                                                                                    | 4 носових і один кормовий ТА 14 торпед або 26 мін TMA | 4 носових і один кормовий ТА 14 торпед або 26 мін TMA |
| ППО | 1 × 37-мм зенітна гармата Flak M42 2 × 20-мм зенітні гармати FlaK 30 | 1 × 37-мм зенітна гармата Flak M42 2 × 20-мм зенітні гармати FlaK 30 |

U-604 — німецький середній підводний човен типу VIIC, що входив до складу Військово-морських сил Третього Рейху за часів Другої світової війни. Закладений 27 лютого 1941 року на верфі № 580 Blohm + Voss у Гамбурзі. Спущений на воду 16 листопада 1941 року. 8 січня 1942 року корабель увійшов до складу 5-ї навчальної флотилії ПЧ ВМС нацистської Німеччини. Єдиним командиром човна був капітан-лейтенант Горст Гельтрінг.

## Історія
U-604 належав до німецьких підводних човнів типу VIIC, найчисельнішого типу субмарин Третього Рейху, яких було випущено 703 одиниці. Службу розпочав у складі 5-ї навчальної флотилії ПЧ. 1 серпня 1942 року продовжив службу у складі 9-ї флотилії ПЧ. В період з серпня 1942 до серпня 1943 року U-604 здійснив 6 бойових походи в Атлантичний океан, під час яких затопив 6 суден (39 891 GRT).
30 липня 1943 року U-604 був виявлений американським патрульним літаком «Вентура» у Південній Атлантиці. Внаслідок атаки глибинними бомбами німецький човен зазнав серйозних пошкоджень і 11 серпня 1943 року потонув північно-західніше острову Вознесіння. 14 членів екіпажу загинули та 31 вижив. 31 уцілілий зі складу екіпажу U-604 був підібраний німецькими підводними човнами U-185 і U-172; 14 членів команди загинули пізніше, коли 24 серпня 1943 року U-185 було потоплено глибинними бомбами «Евенджера» та двох «Вайлдкетів» з ескортного авіаносця ВМС США «Кор».

## Перелік уражених U-604 суден у бойових походах
| №                                                       | Дата           | Командир               | Назва            | Тип                         | Належність      | Водотоннажність (брт) | Вантаж                                                  | Конвой        | Результат та координати                                                | Наслідки атаки для екіпажу       | Прим.                                  |
| ------------------------------------------------------- | -------------- | ---------------------- | ---------------- | --------------------------- | --------------- | --------------------- | ------------------------------------------------------- | ------------- | ---------------------------------------------------------------------- | -------------------------------- | -------------------------------------- |
| Перший похід (04.08—08.09.1942, 36 діб; Кіль—Брест)     |                |                        |                  |                             |                 |                       |                                                         |               |                                                                        |                                  |                                        |
| 1                                                       | 25 серпня 1942 | Kptlt. Горст Гельтрінг | Abbekerk         | суховантажне судно          | Нідерланди      | 7 906                 | 9489 тонн цукру, генеральні вантажі та пошта            |               | потоплено 52°05′ пн. ш. 30°50′ зх. д. / 52.083° пн. ш. 30.833° зх. д.  | 64 (2 загинули та 62 вціліли)    |                                        |
| Другий похід (14.10—05.11.1942, 23 доби; Брест—Брест)   |                | Kptlt. Горст Гельтрінг |                  |                             |                 |                       |                                                         |               |                                                                        |                                  |                                        |
| 2                                                       | 27 жовтня 1942 | Kptlt. Горст Гельтрінг | Anglo Mærsk      | танкер                      | Велика Британія | 7 705                 | баласт                                                  | Конвой SL 125 | потоплений 27°15′ пн. ш. 17°55′ зх. д. / 27.250° пн. ш. 17.917° зх. д. | 35 (усі вціліли)                 | напередодні пошкоджений торпедою U-509 |
| 3                                                       | 30 жовтня 1942 | Kptlt. Горст Гельтрінг | Président Doumer | військове транспортне судно | Велика Британія | 11 898                | Генеральний вантаж, у тому числі 50 тонн пальмових ядер | Конвой SL 125 | потоплено 35°08′ пн. ш. 16°44′ зх. д. / 35.133° пн. ш. 16.733° зх. д.  | 345 (260 загинули та 85 вціліли) |                                        |
| 4                                                       | 30 жовтня 1942 | Kptlt. Горст Гельтрінг | Baron Vernon     | суховантажне судно          | Велика Британія | 3 642                 | 5500 тонн залізної руди                                 | Конвой SL 125 | потоплено 36°06′ пн. ш. 16°59′ зх. д. / 36.100° пн. ш. 16.983° зх. д.  | 49 (усі вціліли)                 |                                        |
| Третій похід (26.11—31.12.1942, 36 діб; Брест—Брест)    |                | Kptlt. Горст Гельтрінг |                  |                             |                 |                       |                                                         |               |                                                                        |                                  |                                        |
| 5                                                       | 2 грудня 1942  | Kptlt. Горст Гельтрінг | Coamo            | пасажирське судно           | США             | 7 057                 |                                                         | Конвой MKF 3  | потоплено 36°06′ пн. ш. 16°59′ зх. д. / 36.100° пн. ш. 16.983° зх. д.  | 186 (усі загинули)               |                                        |
| Четвертий похід (08.02—09.03.1943, 30 діб; Брест—Брест) |                | Kptlt. Горст Гельтрінг |                  |                             |                 |                       |                                                         |               |                                                                        |                                  |                                        |
| 6                                                       | 23 лютого 1943 | Kptlt. Горст Гельтрінг | Stockport        | суховантажне судно          | Велика Британія | 1 683                 |                                                         | Конвой ON 166 | потоплено 47°22′ пн. ш. 34°10′ зх. д. / 47.367° пн. ш. 34.167° зх. д.  | 64 (усі загинули)                | Рятувальне судно конвою                |